# Propolina cervina
Propolina cervina — вид грибів, що належить до монотипового роду Propolina.